# Katrina Howe
Katrina Marie Howe (* 20. Juli 1986 in Laconia, New Hampshire) ist eine US-amerikanische Biathletin und frühere Skilangläuferin.
Katrina Howe begann ihre Karriere als Skilangläuferin. Zunächst startete sie für die Gunstock Nordic Association, seit 2006 für das University of Vermont SKI Team. Seit dem Jahr startete sie auch in internationalen Rennen und bei nationalen Meisterschaften. 2008/09 lief sie mehrfach in US-Super-Tour- und FIS-Rennen unter die besten Zehn. Dennoch wechselte sie nach der Saison endgültig zum Biathlon, den sie auch zuvor schon neben dem Skilanglauf betrieb.
Ihren Durchbruch in nordamerikanischen Biathlon erreichte Howe in der Saison 2008/09 im Biathlon-NorAm-Cup. In La Patrie wurde sie erstmals hinter BethAnn Chamberlain Zweite, in Jericho gewann sie einen Sprint und einen Massenstart. In der Gesamtwertung des Wettbewerbs wurde Howe Sechste. In der folgenden Saison verbesserte sie sich in der Gesamtwertung auf den fünften Rang, ohne jedoch einmal eine Podiumsplatzierung zu erreichen. Bei den Nordamerika-Meisterschaften 2010 in Fort Kent belegte sie im Sprint den fünften Platz, verpasste als Viertplatzierte im Verfolgungsrennen eine Medaille und wurde Siebte im Verfolgungsrennen. Die Wettkämpfe waren zugleich die US-Meisterschaften des Jahres, für deren Wertung die kanadischen Starterinnen der Nordamerikameisterschaften heraus gerechnet wurden. Howe war somit im Sprint Viertplatzierte, gewann im Verfolgungsrennen hinter Tracy Barnes-Coliander und Annelies Cook die Bronzemedaille und wurde Sechste im Massenstartrennen.